# Le Monde d'hier. Souvenirs d'un Européen
Pour le film homonyme de Diastème, voir Le Monde d'hier (film).
Le Monde d'hier. Souvenirs d'un Européen (en allemand : Die Welt von Gestern. Erinnerungen eines Europäers) est une autobiographie de l'écrivain autrichien Stefan Zweig parue en 1943.
L'ouvrage commence par la description de Vienne à la fin du XIXe siècle et celle du milieu familial qui a vu naître Stefan Zweig et se poursuit jusqu'à l'éclatement de la Seconde Guerre mondiale en Europe, en septembre 1939.

## Historique
Stefan Zweig commence à rédiger Le Monde d'hier en 1934 quand, face à la persécution nazie, il décide de s'enfuir vers le Royaume-Uni puis vers le Brésil. Il poste à l'éditeur le manuscrit, tapé par sa femme, un jour avant leur suicide, en février 1942. Le livre, paru en 1943 à New York, est parfois considéré comme le « testament littéraire » de l'auteur.

## Sommaire

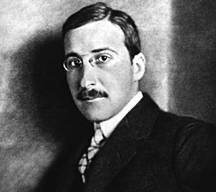
Stefan Zweig vers 1912.

| Chapitre | Titre                                     |
| -------- | ----------------------------------------- |
| 1        | Préface                                   |
| 2        | Le monde de la sécurité                   |
| 3        | L'école au siècle passé                   |
| 4        | Eros Matutinus                            |
| 5        | Universitas vitae                         |
| 6        | Paris, ville de l'éternelle jeunesse      |
| 7        | Détours sur le chemin qui me ramène à moi |
| 8        | Par-delà les frontières de l'Europe       |
| 9        | Les rayons et les ombres sur l'Europe     |
| 10       | Les premiers jours de la guerre de 1914   |
| 11       | La lutte pour la fraternité spirituelle   |
| 12       | Au cœur de l'Europe                       |
| 13       | Retour en Autriche                        |
| 14       | De nouveau par le monde                   |
| 15       | Coucher de soleil                         |
| 16       | Incipit Hitler                            |
| 17       | L'agonie de la paix                       |

## Résumé
Le Monde d'hier décrit avec nostalgie la Vienne et l'Europe d'avant 1914 : une Europe insouciante, traditionnelle, conventionnelle, artistique, à l'apogée de sa richesse et de sa puissance dont Zweig est un témoin privilégié, fréquentant Freud, Verhaeren, Rilke ou Valéry. Le livre décrit une époque de stabilité et de liberté d'esprit, qui va voir cet « âge d'or de sécurité » s'effondrer avec les deux guerres mondiales et la disparition des monarchies européennes. En bref, la mort d'une civilisation qui avait pourtant une si grande confiance en l'avenir.

### Préface
À la suite des nombreux — et terribles — événements bouleversants qu'a vécus sa génération, Stefan Zweig entreprend de rédiger son autobiographie. Il ressent le besoin de témoigner à la génération suivante ce qu'a traversé la sienne, d'autant plus que celle-ci a presque tout connu du fait de la meilleure diffusion de l'information, et l'implication totale des populations dans les conflits : guerres (Première Guerre mondiale, Seconde Guerre mondiale), famines, épidémie, crise économique, etc. Mais il s'est rendu compte que son passé était comme « hors de portée » et qu'il n'a pas eu une vie, mais des vies. Zweig annonce que sa biographie repose entièrement sur ses souvenirs, car toutes autres sources d'information lui étaient inaccessibles au moment de la rédaction ; il voit cela comme un avantage, car seul ce qui est digne d'être retenu reste, selon lui, dans la mémoire.

### Le monde de la sécurité
Stefan Zweig revient sur la société autrichienne — et surtout viennoise — d'avant-guerre, et la décrit comme profondément marquée par un sentiment de sécurité, sentiment partagé par l'ensemble de la population. À cette époque, la visibilité de long terme permise par un système politique stable et une monnaie adossée à l'or — symbole d'inaltérabilité — rend possible à chacun de se projeter dans l'avenir de manière confiante. La croyance en un progrès inévitable et irréfrénable évince les autres croyances. C'est à cette époque que beaucoup d'inventions révolutionnent les vies : téléphone, électricité, voiture, etc.
Son père, originaire de Moravie, a progressivement fait sa fortune en gérant une petite usine de tissage. Sa mère est issue d'une riche famille bancaire italienne, née à Ancône. Sa famille représente typiquement la « bonne bourgeoisie juive » cosmopolite. Mais si celle-ci aspire à s'enrichir, il ne s'agit pas de leur finalité. L'ultime finalité consiste à s'élever moralement et spirituellement. Aussi, c'est la bourgeoisie juive qui s'est largement faite mécène de la culture viennoise. Grâce à leur soutien, Vienne était devenue la ville de la culture, une ville où la culture était la principale préoccupation. Tous les Viennois avaient des goûts recherchés, et étaient capables d'émettre des jugements de qualité. Les artistes, et notamment les acteurs de théâtre, étaient les seuls grands personnages célèbres d'Autriche. Leurs inquiétudes concernaient des futilités au regard des événements qui suivirent ; les guerres, les famines qui ont frappé leur vie, étaient impensables à cette époque. Stefan Zweig estime que sa génération a une conscience plus juste de la réalité que la génération précédente, mais qu'elle a payé cher cette prise de conscience.

### L'école au siècle passé
Son passage à l'école a été assez déplaisant. Passage obligé pour tous les jeunes garçons de son âge et de sa situation, il apprend, en plus de l'enseignement traditionnel et de ses devoirs à faire en dehors de l'école, cinq langues (français, anglais, italien, grec ancien et latin), ainsi que la géométrie et la physique. Le sport avait une place minimale, effectué dans un gymnase poussiéreux. Stefan Zweig critique amèrement la vieille manière d'enseigner, impersonnelle, froide et distante. Les professeurs, tout comme les élèves, subissent une procédure.
Dans la société régnait une certaine méfiance vis-à-vis de la jeunesse. Son père n'embauchait jamais de jeunes ; chacun faisait en sorte de paraître plus mature, par exemple en se laissant pousser une barbe — comportement qui contraste désormais avec la nouvelle tendance qui consiste à rechercher à tout prix la jeunesse éternelle. Le respect des anciens était le mot d'ordre, et l'école se chargeait d'inculquer les valeurs du régime. Stefan Zweig affirme même que le but de l'école était de discipliner et de calmer les ardeurs de la jeunesse.
Toutefois, face à cette pression, les élèves nourrissaient une haine profonde envers l'autorité verticale. Un tournant s'opéra à leur quinzaine : l'école ne satisfaisait plus leur passion qui se déporta sur l'art dont Vienne était le cœur. Tous les élèves se tournaient tout entier vers l'art : lecteurs assidus de littérature et de philosophie, auditeurs de concerts, spectateurs de pièces de théâtre, etc. Les cafés viennois jouaient à ce moment un rôle important dans la vie de ces jeunes élèves en tant que centre culturel. Les artistes étaient placés au sommet, ainsi que tout leur entourage. Leur passion se porta ensuite progressivement loin des classiques et ils s'intéressèrent davantage aux étoiles montantes, notamment les jeunes artistes. Un exemple typique de cette aspiration est le cas de Rainer Maria Rilke : un jeune poète prodige dont la précocité était suffisamment tardive pour que la plupart des élèves puissent s'identifier à lui, symbole de tout le mouvement d'une jeunesse victorieuse, complétant le génie précoce Hugo von Hofmannsthal.
L'obsession artistique que nourrissait la jeunesse dorée viennoise se faisait au détriment de son sommeil, de sa santé physique (la vague sportive venue des pays anglo-saxons n'avait pas encore déferlé sur l'Europe), de ses relations avec le sexe opposé, et de la politique.
Pendant ce temps, les premiers mouvements de masse commencèrent à toucher l'Autriche, à commencer par le mouvement socialiste, puis le mouvement chrétien-démocrate et enfin le mouvement pour l'unification du Reich allemand. La tendance antisémite commença à prendre de plus en plus d'ampleur, bien qu'elle restât assez modérée à ses débuts. Petit à petit, le mouvement nationaliste allemand commença à prendre possession des universités en lynchant étudiants catholiques, italiens, juifs, slaves, etc. Les jeunes gens, dont Stefan Zweig faisait partie, ignoraient ces tendances sanglantes et se désintéressaient des problèmes sociaux en se réfugiant dans les bibliothèques, tandis que le paysage politique gagnait en brutalité.

### Eros Matutinus
Dans ce chapitre, Stefan Zweig relate le passage à l'âge adulte, la puberté. C'est durant cette phase que les jeunes garçons, qui acceptaient jusque-là les règles coutumières, rejettent les conventions dès lors qu'elles ne sont pas sincèrement suivies. La sexualité reste, bien que son siècle ne puisse plus être considéré comme pieux, et que la tolérance est désormais une valeur centrale, entachée d'une aura anarchique, perturbatrice. La société se garde à cette époque d'évoquer ce sujet tabou, tant au niveau politique que médical.
Selon Zweig, les vêtements de la femme avaient alors pour but de déformer sa silhouette, ainsi que briser sa grâce. Mais, en voulant contraindre le corps, en voulant masquer l'indécent, c'est l'inverse qui se produit : est exhibé ce que l'on tente de cacher. Les jeunes filles étaient constamment surveillées et occupées, afin qu'elles ne puissent jamais penser à la sexualité.
Contrairement aux femmes, pour qui vivre sa sexualité avant le mariage était immoral, les hommes se voyaient reconnaître ce besoin par la société ; elle réclamait simplement que ces derniers satisfassent ce besoin dans le plus grand secret. Aussi, les prostituées et les maisons closes étaient nombreuses. Certains pères de famille confiaient la tâche de l'éducation sexuelle à un médecin, qui rappelait tous les dangers des relations sexuelles. Et d'autres pères engageaient une bonne afin que le jeune garçon reste hors de danger et ne tombe pas amoureux d'une jeune fille.
Stefan Zweig constate que la situation s'est grandement améliorée, aussi bien pour les femmes que les hommes. Les femmes sont désormais beaucoup plus libres, et les hommes ne sont plus obligés de vivre leur sexualité dans l'ombre. Il rappelle également que les maladies vénériennes – très répandues et très dangereuses à cette époque – nourrissaient une vraie peur de l'infection. Par ailleurs, il remarque que la sexualité avait éclipsé l'érotisme. Selon lui, la génération qui vient après lui a bien plus de chance que la sienne sur ce plan.

### Universitas vitae
Après ces années de lycée, Stefan Zweig relate sa transition vers l'université. L'université est à cette époque auréolée d'une certaine gloire héritée d'anciens privilèges liés à sa création au Moyen Âge. À en croire Zweig, l'étudiant idéal était une brute balafrée, souvent alcoolisée, membre d'une corporation d'étudiants, corporation qui allait ensuite lui permettre d'investir les plus hauts postes et d'avancer rapidement dans sa carrière.
Zweig est allé à l'université dans l'unique but de décrocher un titre de doctorat dans un domaine quelconque — pour satisfaire les aspirations de sa famille — et non pour apprendre ; paraphrasant Ralph Waldo Emerson, de « bons livres remplacent les meilleures universités ». Aussi décide-t-il de suivre des études de philosophie pour se laisser le maximum de temps possible pour découvrir d'autres choses. Ce chapitre est donc essentiellement consacré à ce qu'il a fait en dehors de l'université durant ses études.
Il commence par réunir ses premiers poèmes et cherche une maison d'édition afin de les publier. Il connaît très tôt un certain succès, au point que Max Reger lui demande l'autorisation de mettre certains de ses poèmes en musique. Plus tard, il propose l'un de ses travaux aux « Neue Freie Presse » — les pages culturelles de référence en Autriche-Hongrie à cette époque — et eut l'honneur d'être publié à seulement 19 ans. Il y rencontre Theodor Herzl pour lequel il nourrit une profonde admiration. D'origine juive, tout comme lui, Herzl qui a assisté à la destitution publique de Dreyfus, avait publié un texte promouvant la création d'un État juif en Palestine ; le texte fut l'objet de vives critiques en Europe de l'Ouest, mais fut assez bien accueilli en Europe de l'Est — là où les persécutions des juifs étaient encore très présentes.
Il décide de poursuivre ses études à Berlin afin de changer d'atmosphère, d'échapper à sa jeune célébrité et faire des rencontres au-delà du cercle de la bourgeoisie juive de Vienne. Berlin commençait à attirer et rechercher les nouveaux talents, en embrassant la nouveauté. Il rencontre des personnes de tous horizons, dont le poète Peter Hille (en) et le fondateur de l'anthroposophie, Rudolf Steiner. Ses nombreuses rencontres le conduisent à douter de la maturité de ses écrits. Aussi décide-t-il de traduire des poèmes et des textes littéraires dans sa langue maternelle afin de parfaire sa maîtrise de la langue allemande.
C'est Émile Verhaeren qui est l'objet d'une longue digression. Zweig raconte sa première rencontre, alors qu'il visitait l'atelier de Charles van der Stappen. Après avoir longuement parlé avec lui, il décide de faire connaître son œuvre en la traduisant, tâche qu'il observe comme un devoir et comme une opportunité d'affiner ses talents littéraires.
Après ces nombreuses et riches rencontres, il présente sa thèse en philosophie qu'il réussit brillamment grâce à la complaisance d'un professeur qui avait déjà eu vent de ses premiers succès.

### Paris, la ville de l'éternelle jeunesse
Après avoir terminé ses études, Stefan Zweig s'était promis de se rendre à Paris pour découvrir la ville. Zweig se lance dans une longue description de l'atmosphère parisienne, de l'état d'esprit des Parisiens. Paris représente la ville où se côtoient, d'égal à égal, gens de toute classe, de tous horizons, la ville où règne la bonne humeur, la jovialité.
Il a vraiment découvert la ville à travers les amitiés qu'il a liées, notamment celle avec Léon Bazalgette dont il était aussi proche qu'un frère. Il admirait en lui son sens du service, sa magnanimité. C'est à ce moment qu'il dit avoir reçu une grande leçon de vie : les grands de ce monde sont les plus bons — et aussi les plus simples. Rilke est sans doute celui qui l'impressionnait le plus par l'aura qu'il dégageait et pour lequel il avait le plus grand respect. Zweig relate un certain nombre d'anecdotes à son sujet qui se charge de dresser un portrait d'un jeune homme — ou plutôt d'un génie — très sensible, réservé, raffiné et s'efforçant de rester discret et tempéré.
Sa rencontre avec Rodin l'a également profondément marqué. Il a pu le voir à l'ouvrage, et il a compris que le génie créatif exige une concentration totale, à l'instar de Rodin. Rodin lui avait fait visiter son atelier et sa dernière création encore inachevée, puis avait commencé à retoucher sa création en sa présence, et il avait fini par l'oublier totalement.
Stefan Zweig avait ensuite quitté Paris pour Londres afin d'améliorer son anglais parlé. Avant de partir pour Londres, il eut la mésaventure de se faire voler sa valise : mais le voleur a rapidement été retrouvé et arrêté. Épris de pitié et d'une certaine sympathie pour le voleur, Zweig avait décidé de ne pas porter plainte, ce qui lui valut l'antipathie de tout le quartier qu'il quitta assez rapidement. 
À Londres, malheureusement, il n'a pas vraiment l'occasion de rencontrer beaucoup de monde, et donc de découvrir la ville. Il a toutefois assisté à la lecture privée très bien organisée de poèmes par William Butler Yeats. Il a également emporté, sur les conseils de son ami Archibald G. B. Russell, un portrait de « King John » par William Blake qu'il a gardé et dont il ne s'est jamais lassé d'admirer.

### Détours sur le chemin qui me ramène à moi
Zweig se remémore ses nombreux voyages et raconte qu'il s'est efforcé de ne jamais s'installer durablement à un endroit. Si durant sa vie, il a considéré cette façon de faire comme étant une erreur, avec le recul, il reconnaît que cela lui a permis de lâcher prise plus facilement, d'accepter sans peine les pertes. Son mobilier était donc réduit au nécessaire, sans luxe. Les seuls objets de valeurs qu'il transporte avec lui sont des autographes et autres écrits d'auteurs qu'il admire.
Stefan Zweig nourrit une dévotion presque religieuse pour les écrits qui ont précédé les chefs-d'œuvre de grands artistes, notamment Johann Wolfgang von Goethe. Son obsession est telle qu'il se vante d'avoir pu rencontrer la nièce de Goethe — sur laquelle le regard de Goethe s'est tendrement posé.
Il fait part de sa participation à la maison d'édition Insel dont il admire le profond respect et la passion pour les œuvres. C'est avec cette maison d'édition qu'il publie ses premiers drames, notamment Thersites. Stefan Zweig narre ensuite l'étrange coup du sort qui s'est acharné sur lui et ses créations. Par quatre fois, les représentations qui auraient pu rapidement le propulser vers la gloire ont été arrêtées par la mort de l'acteur vedette ou du directeur. Stefan Zweig avait d'abord cru être poursuivi par le destin, mais il reconnaît après coup que ce n'était que le fruit du hasard, et que bien souvent le hasard prend des allures de destinée. Le titre du chapitre prend alors son sens : le hasard a fait qu'il n'est pas entré dans les livres d'or de la littérature pour ses talents d'écrivains en drames versifiés — choses qu'il aurait souhaitées — mais pour ses romans. Les détours de sa vie l'ont finalement ramené à sa vocation première, celle d'écrivain.

### Par-delà les frontières de l'Europe
Rétrospectivement, Zweig reconnaît comme plus important pour sa vie les hommes qui l'ont ramené à la réalité que ceux qui l'en ont détourné pour la littérature. C'est en particulier le cas de Walther Rathenau pour lequel il éprouve une profonde admiration. Il le considère comme l'un des individus les plus intelligents, les plus ouverts et polymathes. Rathenau ne manquait que d'une assise, d'une cohérence globale qu'il n'a acquise qu'au moment où il lui fallait sauver l'État allemand — à la suite de la défaite allemande — dans le but ultime de sauver l'Europe. Poussé par les conseils de Rathenau, Zweig se décide à explorer le monde au-delà des frontières de l'Europe, dans le but de mieux la connaître.
Il garde un mauvais souvenir de l'Inde, car il a pu voir à l'œuvre les méfaits de la discrimination, du système de castes indienne. Toutefois, à travers les rencontres qu'il a faites, il dit avoir beaucoup appris ; ce voyage a participé à sa prise de recul pour mieux apprécier l'Europe. Lors de son voyage, il rencontre Karl Haushofer qu'il regarde avec une haute estime, bien qu'il soit attristé par la récupération de ses idées par le régime nazi.
Il s'est ensuite rendu aux États-Unis qui lui ont laissé une impression de puissance, alors même que bien des caractéristiques qui font de l'Amérique ce qu'elle est aujourd'hui n'avaient pas encore émergé. Il constate avec plaisir la facilité qu'a n'importe quel individu pour trouver du travail, faire sa vie, sans que lui soit demandé son origine, ses papiers ou quoi que ce soit d'autre. Alors qu'il parcourt les rues, l'exposition de l'un de ses livres dans une librairie lui ôte son sentiment d'abandon. Il termine son voyage en Amérique en contemplant la prouesse technique du canal de Panama : projet titanesque, coûteux — notamment en vies humaines — entamé par les Européens et achevé par les Américains.

### Les rayons et les ombres sur l'Europe
Stefan Zweig comprend qu'il peut être difficile, pour la génération qui a vécu crises et catastrophes, de concevoir l'optimisme des générations précédentes. Elles ont pu assister à une amélioration rapide des conditions de vie, un enchaînement de découvertes et d'innovations, une libération des mœurs et de la jeunesse. Les progrès dans les transports avaient bouleversé les cartes, la conquête de l'air avait remis en question le sens des frontières. L'optimisme généralisé donnait à chacun une assurance sans cesse grandissante, tandis qu'il désarçonnait toute tentative de rechercher la paix — chacun pensant que l'autre camp estimait la paix plus que toute autre chose.
Les artistes et la Nouvelle Jeunesse étaient dévoués à la cause européenne, à la paix entre les nations, mais personne ne prenait au sérieux les menaces qui faisaient progressivement leur apparition. Tous se contentaient de rester dans un idéalisme généralisé. Zweig considère qu'il leur manquait encore un fédérateur, qui mobiliserait leur énergie pour la cause européenne : Romain Rolland. Il l'a rencontré par hasard et a entretenu une amitié fructueuse. Tous deux étaient convaincus que chaque artiste devait désamorcer les conflits.
Stefan Zweig s'efforce de restituer l'atmosphère qui régnait grâce au récit de petits événements. L'affaire Redl représente le premier événement durant lequel les tensions étaient palpables. Le lendemain, il rencontre par hasard Bertha von Suttner qui pressent la tournure des événements :
« Es steht schlimmer als je, die Maschine ist doch schon im Gang. »
« C'est plus grave que jamais, la machine est déjà en marche. »
C'est lorsqu'il se rend au cinéma dans la petite ville de Tours qu'il est stupéfait de voir que la haine — déployée à l'encontre de l'empereur Guillaume II — a déjà gagné toute la France. Mais il repart malgré tout confiant à Vienne, en ayant déjà en tête ce qu'il comptait réaliser dans les prochains mois. Tout son monde s'effondre avec l'attentat de Sarajevo.

### Les premiers jours de la guerre de 1914
L'été 1914 aurait été, par sa douceur et sa beauté, inoubliable selon Zweig. La nouvelle de la mort de François-Ferdinand d'Autriche bien qu'elle peinât sur le moment le visage de ceux qui venaient d'en prendre connaissance ne laissait pas de traces durables. François-Ferdinand n'était guère apprécié, et Zweig lui-même le trouvait froid, distant, inamical. Étrangement, ce qui fait le plus polémique à ce moment, c'est son enterrement : il avait conclu une mésalliance, et il était inadmissible que sa femme et ses enfants puissent reposer auprès du reste des Hasbourgs.
Le monde n'imaginait pas qu'une guerre puisse se déclarer. Zweig s'était rendu quelques jours avant la déclaration de guerre chez des amis en Belgique. Même en voyant les soldats belges, Zweig restait persuadé que la Belgique ne serait pas attaquée. Puis des événements de mauvais augure se multiplièrent jusqu'au déclenchement de la guerre avec la déclaration de guerre autrichienne à l'encontre de la Serbie.
Les jeunes soldats partaient gaiement au front, sous les acclamations de la foule. La solidarité et la fraternité nationale étaient à leur summum. Cet enthousiasme pour la guerre — en comparaison de l'abattement de 1939 — s'explique par une idéalisation de la guerre, possible par sa grande distance temporelle, par l'optimisme exacerbé du siècle ainsi que la confiance presque aveugle dans l'honnêteté des gouvernements. Cet enthousiasme s'est vite changé en haine profonde vis-à-vis des ennemis de la patrie.
Zweig ne prend pas part à cette haine généralisée, car il connaît trop bien les nations désormais rivales pour les haïr du jour au lendemain. Physiquement inapte pour partir au front, il engage ses forces dans le travail de bibliothécaire au sein des archives militaires. Il voit sombrer tout son pays dans l'apologie de la haine profonde et sincère du camp adverse, à l'instar du poète Ernst Lissauer, auteur du Chant de la haine contre l'Angleterre. Zweig, rejeté par ses amis qui le considèrent presque comme un traître à sa nation, entreprend de son côté une guerre personnelle contre cette passion meurtrière.

### La lutte pour la fraternité spirituelle
Zweig se donne pour mission, plutôt que de ne simplement pas prendre part à cette haine, de lutter activement contre cette propagande, moins pour convaincre, que pour simplement diffuser son message. Il réussit à faire publier un article au sein du « Berliner Tageblatt » incitant à rester fidèle aux amitiés au-delà des frontières. Peu de temps après, il reçoit une lettre de son ami Rolland et tous deux décident de promouvoir la réconciliation. Ils tentèrent en vain d'organiser une conférence réunissant les grands penseurs de toutes les nations pour inciter à la compréhension mutuelle. Ils continuèrent leur engagement par leurs écrits, réconfortant ceux qui désespéraient dans cette sombre époque.
Zweig saisit ensuite l'occasion d'observer les ravages de la guerre de ses propres yeux sur le front russe. Il voit la situation dramatique dans laquelle se trouvent les soldats ; il voit la solidarité qui se forme entre les soldats des deux camps qui se sentent impuissants face aux événements qu'ils traversent. Il est dans un premier temps choqué de voir que des officiers loin du front peuvent se balader presque insoucieusement avec des demoiselles à plusieurs heures en train du front. Mais très vite, il les pardonne, car les vrais fautifs sont ceux qui, à ses yeux, encouragent le sentiment de haine à l'égard de l'« ennemi ».
Il décide de combattre cette propagande en rédigeant un drame, reprenant des thèmes bibliques, notamment les errances juives, les mises à l'épreuve, louant la destinée des perdants. Il réalise cet ouvrage dans le but de se libérer du poids de la censure que lui imposait la société.

### Au cœur de l'Europe
Lorsqu'il publie son drame « Jérémie » en octobre 1917, il s'attend à une mauvaise réception. À sa grande surprise, son œuvre est très bien reçue, et il se voit proposer de diriger sa représentation à Zurich. Il décide donc de partir pour la Suisse, un des rares pays neutres au cœur de l'Europe. Sur son trajet vers la Suisse, il rencontre à Salzbourg deux Autrichiens qui joueront un grand rôle une fois que l'Autriche aura capitulé : Heinrich Lammasch et Ignaz Seipel. Ces deux pacifistes avaient prévu et convaincu l'empereur d'Autriche, de négocier une paix séparée dans le cas où les Allemands refuseraient de faire la paix.
Lorsque Zweig passe la frontière, il est soulagé immédiatement et il se sent libéré d'un poids, heureux de pénétrer dans un pays en paix. Une fois en Suisse, il est heureux de retrouver son ami Rolland, ainsi que d'autres connaissances françaises, et se sent fraternellement uni à eux. Lors de son séjour, c'est la figure du directeur du journal antimilitariste « Demain » Henri Guilbeaux qui le marque profondément, car c'est en lui qu'il voit se vérifier une loi historique : dans les périodes intenses, de simples hommes peuvent exceptionnellement devenir des figures centrales d'un courant — ici, celui des antimilitaristes durant la Première Guerre mondiale. Il a l'occasion de voir de nombreux réfugiés, qui ne pouvaient pas choisir leur camp, déchirés par la guerre, à l'instar de James Joyce.
Après le succès relatif de sa pièce, il se rend progressivement compte que la Suisse n'est pas uniquement une terre de refuge, mais le théâtre d'un jeu d'espionnage et de contre-espionnage. Pendant son séjour, la défaite allemande et autrichienne s'impose de plus en plus comme inévitable, et le monde commence à se réjouir en chœur d'un monde enfin meilleur et plus humain, Stefan Zweig le premier.

### Retour en Autriche
Une fois la défaite allemande et autrichienne actée, Zweig se décide à rejoindre sa patrie en ruine, poussé par une sorte d'élan patriotique : il se donne comme mission d'aider son pays à accepter sa défaite. Son retour fait l'objet d'une longue préparation puisque l'hiver est proche et que le pays est désormais dans la plus grande nécessité. À son retour, il assiste dans la gare au départ du dernier empereur d'Autriche, événement marquant pour un Autrichien pour qui l'empereur était la figure autrichienne majeure.
Commence ensuite l'amer constat d'une régression généralisée de la vie ; tout ce qui a de la valeur a été subtilisé : cuir, cuivre, nickel , etc. Les trains sont en si mauvais état que les temps de trajets sont considérablement allongés. Une fois chez lui, à Salzbourg, dans une résidence qu'il a acheté pendant la guerre, il doit affronter la vie courante rendue difficile par les pénuries et le froid — alors que son toit est percé et que les réparations sont rendues impossibles par les pénuries. Il assiste impuissant à la dévaluation de la couronne autrichienne et à l'inflation, à la perte de qualité de tous les produits, à des situations paradoxales, à l'invasion d'étrangers qui profitent de la dévaluation de la monnaie autrichienne, etc.
Paradoxalement, les théâtres, les concerts et les opéras sont vivants et la vie artistique et culturelle bat son plein : Zweig explique cela par le sentiment général que cela pourrait être la dernière représentation. Par ailleurs, la jeune génération se rebelle contre l'ancienne autorité, et rejette tout d'un bloc : l'homosexualité devient un signe de contestation, les jeunes écrivains sortent des sentiers battus, les peintres délaissent le classicisme pour le cubisme et le surréalisme. Pendant ce temps, Stefan Zweig se donne pour tâche de réconcilier les nations européennes en s'occupant du côté allemand. D'abord aux côtés d'Henri Barbusse, puis seul de son côté, après la radicalisation communiste du journal de Barbusse, Clarté.

### De nouveau par le monde
Après avoir survécu aux trois années d'après-guerre à Salzbourg en Autriche, une fois que la situation s'est suffisamment améliorée, il décide de se rendre avec sa femme en Italie. Plein d'appréhension sur l'accueil qu'on réserve à un Autrichien, il est surpris par l'hospitalité et la prévenance des Italiens, se disant que les masses n'avaient pas profondément changé à cause de la propagande. Il y rencontre son ami poète Giuseppe Antonio Borgese et son ami peintre Alberto Stringa (d) . Zweig reconnaît être à ce moment encore bercé par l'illusion que la guerre est passée, bien qu'il ait l'occasion d'entendre de jeunes italiens chanter Giovinezza.
Il gagne ensuite l'Allemagne. Il a le temps de revoir une dernière fois son ami Rathenau qui est désormais ministre des Affaires Étrangères. Il est admiratif devant cet homme qui sait pertinemment que seul le temps est à même de cicatriser les blessures laissées par la guerre. Après l'assassinat de Rathenau, l'Allemagne sombre dans l'hyperinflation, la débauche et le désordre. Selon Zweig, ce triste épisode a été déterminant pour la montée du parti nazi.
Zweig a la chance de connaître un succès inattendu et d'être traduit dans plusieurs langues. Il lit beaucoup et n'apprécie guère les redondances, les styles lourds, etc., préférences qui se retrouvent dans son style : il dit écrire d'une manière fluide, tel que les mots lui viennent à l'esprit. Il raconte avoir réalisé d'importants travaux de synthèse — notamment avec Marie-Antoinette — et voit sa capacité de concision comme un élément explicatif de son succès. Il connaît le plaisir de voir Maxime Gorki, qu'il admirait déjà à l'école, écrire la préface de l'un de ses ouvrages.
S'il reconnaît que ce succès le remplit de joie lorsqu'il touche à ses œuvres et à son travail, il refuse d'être l'objet d'admiration pour son apparence. Il jouit d'abord naïvement de sa célébrité lors de ses voyages, mais elle commence à lui peser. Aussi souhaite-t-il  commencer à écrire et publier sous un pseudonyme, pour jouir en toute sérénité de sa célébrité.

### Coucher de soleil
Zweig raconte qu'avant que Hitler n'arrive au pouvoir, jamais les gens n'avaient autant voyagé en Europe. Lui-même continue à ce moment de voyager, notamment en rapport avec sa carrière et sa renommée d'écrivain. Malgré son succès, Zweig dit rester humble et ne change pas vraiment ses habitudes : il continue de flâner avec ses amis dans les rues, il ne dédaigne pas se rendre en province, de séjourner dans de petits hôtels.
S'il y a un voyage qui lui a beaucoup appris, c'est celui en Russie. La Russie avait toujours été sur sa liste, mais il faisait toujours de son mieux pour rester politiquement neutre. Il a l'occasion de se rendre officiellement en Russie d'une manière neutre : l'anniversaire de Léon Tolstoï, grand écrivain russe. D'abord fasciné par l'authenticité des habitants, de leur convivialité et de leur accueil chaleureux, par la profonde simplicité de la tombe de Tosltoï, il repart circonspect. À la suite de l'une des fêtes, il s'aperçoit que quelqu'un lui a glissé une lettre en français qui l'avertit de la propagande du régime soviétique. Il a l'occasion de rendre visite à Maxime Gorki à Sorrente, et entame une réflexion sur la stimulation intellectuelle que peut favoriser l'exil.
Plus tard, il a l'occasion d'user de sa célébrité pour demander une faveur à Benito Mussolini, celle d'épargner la vie de Giuseppe Germani. Sa femme avait supplié l'écrivain d'intervenir, de faire pression sur Mussolini en organisant une protestation internationale. Zweig préféra envoyer une lettre personnellement au Duce et Mussolini accéda à sa demande.
De retour à Salzbourg, il est impressionné par l'ampleur culturelle qu'a prise la ville, devenue le centre artistique de l'Europe. Il a ainsi l'occasion d'accueillir les grands noms de la littérature et de la peinture. Cela lui permet de compléter sa collection d'autographes et de premiers jets. Zweig revient sur cette passion dont il vante son expertise et avoue rechercher par-dessus tout, les secrets de la création des chefs-d'œuvre. Malheureusement, avec l'arrivée au pouvoir d'Hitler, sa collection s'est progressivement éparpillée.
Avant ces tragiques événements, Stefan Zweig révèle s'être interrogé sur son succès, succès qu'il n'avait pas ardemment souhaité. Une pensée l'a traversé à cette époque, après avoir acquis une position sûre, enviable et — croyait-il — pérenne :
« Wäre es nicht besser für mich — so träumte es in mir weiter — etwas anderes käme, etwas Neues, etwas das mich unruhiger, gespannter, das mich jünger machte, indem es mich herausforderte zu neuem und vielleicht noch gefährlicherem Kampf? »
— Stefan Zweig, Sonnenuntergang, Die Welt von Gestern (1942)
        
« Ne serait-il pas meilleur pour moi — ainsi continuait cette pensée en moi — que quelque chose d'autre advienne, quelque chose de nouveau, quelque chose qui me trouble, me tourmente, me rajeunisse, en exigeant de moi un nouveau et peut-être encore dangereux combat ? »
Son vœu irréfléchi, issu d'une « pensée volatile » — selon ses mots —, s'est réalisé, brisant tout, lui et ce qu'il avait accompli.

### Incipit Hitler
Stefan Zweig commence par énoncer une loi : aucun témoin de grands changements n'est capable de les reconnaître à leurs débuts. Le nom « Hitler » a longtemps été le nom d'un agitateur parmi tant d'autres dans cette période mouvementée et secouée par de nombreuses tentatives de coup d'État. Pourtant, de jeunes hommes très bien organisés avaient déjà commencé à semer le trouble, portant les insignes nazis. Même après leur coup d'État raté, leur existence a rapidement sombré dans l'oubli. Il était impensable à l'époque, en Allemagne, d'imaginer qu'un homme aussi peu instruit qu'Hitler puisse arriver au pouvoir. Zweig explique ce succès grâce aux nombreuses promesses qu'il a faites à quasiment tous les partis, chacun pensait pouvoir l'utiliser. Puis, une fois au pouvoir, il a progressivement — et c'est là son génie selon Zweig —, mais sûrement fait sombrer l'Allemagne dans un régime de terreur.
Zweig avait dès l'incendie du Reichstag dit à son éditeur — chose qu'il ne croyait pas possible —, que ses livres seraient interdits. Il décrit ensuite la censure progressive qui se met en place jusqu'à celle de son opéra (Die schweigsame Frau) réalisé avec le compositeur Richard Strauss dont il admire sa lucidité infaillible et sa régularité au travail. Du fait des écrits politiquement neutres de Zweig, il était impossible de censurer son opéra, sachant qu'il était difficile de censurer le plus grand compositeur allemand encore vivant. Hitler en personne, après avoir lu l'opéra de Zweig, autorise à titre exceptionnel la représentation et y assiste personnellement. Toutefois, après une lettre — interceptée par la Gestapo — trop sincère de Strauss sur sa place en tant que président de la Chambre de la musique du Reich, l'opéra est censuré, et Strauss est contraint d'abandonner sa position.
Pendant les premiers troubles, Zweig s'était rendu en France, puis en Angleterre où il entreprend la biographie de Marie Stuart, constatant l'absence de biographie objective et de bonne qualité. Celle-ci achevée, il retourne à Salzbourg où il est « témoin » de la situation critique dans laquelle se trouve son pays : c'est à ce moment qu'il se rend compte à quel point, même en habitant dans une ville secouée par des fusillades, les journaux étrangers sont mieux informés que lui-même ne l'est sur la situation autrichienne. Il décide de faire ses adieux pour Londres lorsque la police décide de fouiller sa résidence, chose qui était jusqu'ici impensable dans un État de droit, garant de la liberté individuelle.

### L'agonie de la paix
Zweig commence par une citation qui donne le ton du dernier chapitre :
« The sun of Rome is set. Our day is gone.

Clouds, dews and dangers come; our deeds are done. »
— William Shakespeare, Julius Caesar
Son exil n'est pas encore, à l'instar de celui de Gorki, un véritable exil. Il détient encore son passeport et peut très bien rentrer en Autriche. Sachant pertinemment qu'il lui est impossible d'avoir une quelconque influence en Angleterre — ayant échoué dans son propre pays — il se résout à se taire qu'importent les épreuves. Pendant son séjour, il a l'occasion d'assister à un débat mémorable entre HG Wells et Bernard Shaw, deux grands hommes dont il fait une longue et admirative description.
Invité pour une conférence du PEN Club, il a l'occasion de s'arrêter à Vigo, alors aux mains du général Franco, et constate avec amertume une nouvelle fois le recrutement de jeunes gens qui se font habiller par les forces fascistes. Une fois en Argentine, voyant l'héritage hispanique encore intact, il reprend espoir. Il loue le Brésil, dernier pays d'accueil, une terre qui ne tient pas compte des origines et dit y voir l'avenir de l'Europe.
Il a eu l'occasion de suivre l'annexion de l'Autriche, alors que ses amis vivant alors là-bas croyaient dur comme fer que jamais les pays voisins n'accepteraient passivement un tel événement. Clairvoyant, Zweig avait déjà fait ses adieux en automne 1937 à sa mère et au reste de sa famille. Commence alors pour lui une période dure, où il lui faut endurer à la fois la perte — et bien pire encore — de sa famille restée en Autriche abandonnée à la barbarie nazie, et la perte de sa nationalité.
Dès la paix négociée avec les accords de Munich, Zweig se doutait que toute négociation avec Hitler était impossible, que ce dernier romprait ses engagements au moment propice. Mais il préféra se taire. Il a la chance de revoir son ami Sigmund Freud qui est parvenu à rejoindre l'Angleterre. C'est pour lui un grand plaisir de parler à nouveau avec lui, savant dont il admire le travail et le dévouement entier à la cause de la vérité. Il assiste peu après à son enterrement.
Stefan Zweig développe ensuite un long questionnement sur le sens des épreuves et les horreurs que traversent les juifs — et ceux désignés comme tels —, pourtant tous si différents. Alors qu'il s'apprête à se marier, Hitler déclare la guerre à la Pologne et l'engrenage force l'Angleterre à suivre, faisant de lui, comme de tous les étrangers dans son cas, des « ennemis étrangers ». Il prépare donc ses affaires pour quitter l'Angleterre. Il termine son ouvrage en avouant être constamment poursuivi par l'ombre de la guerre, et par une phrase se voulant consolatrice :
« Aber jeder Schatten ist im letzten doch auch Kind des Lichts, und nur wer Helles und Dunkles, Krieg und Frieden, Aufstieg und Niedergang erfahren, nur der hat wahrhaft gelebt. »
— Stefan Zweig, Die Agonie des Friedens, Die Welt von Gestern

« Mais toute ombre est en fin de compte aussi fille de la lumière, et seul celui qui a connu clarté et obscurité, guerre et paix, ascension et déclin, seulement celui-là a véritablement vécu. »

## Adaptations

### Au théâtre
- 2016 : Le Monde d'hier, de Stefan Zweig, adaptation Laurent Seksik, mise en scène Patrick Pineau et Jérôme Kircher, Théâtre des Mathurins, Paris

### À la radio
- 2015 : Le Monde d'hier : Journal d'un Européen de Stefan Zweig, réalisation Etienne Vallès, dans Fictions / Le Feuilleton, France Culture[5]